# Фридрих Вилхелм I
Фридрих Вилхелм I (на немски: Friedrich Wilhelm I) е крал на Прусия от 1713 до 1740 г. и курфюрст на Бранденбург.

## Биография
Роден е на 14 август 1688 година в Берлин, Бранденбург-Прусия. Той е син и наследник на крал Фридрих I.
Фридрих Вилхелм продължава административните реформи и процеса на централизация, започнати от баща му, създавайки силна държава и утвърждавайки своята абсолютна власт. По време на управлението му икономиката на страната е стабилна, а когато умира през 1740 г., в хазната има голям излишък.
Пруската армия става много ефикасен военен инструмент. Въпреки че Фридрих Вилхелм изгражда една от най-мощните армии в Европа, той по същество е миролюбив мъж. Намесва се за кратко в Северната война, но се сдобива с малко територии. По-късно подписва договор (1728 г.) с Карл VI, император на Свещената римска империя, с надеждата да присъедини териториите Юлих и Берг, към които има претенции по наследство. Впоследствие императорът нарушава договора.
Фридрих Вилхелм I е наричан „кралят на войниците“.
Фридрих Вилхелм е груб мъж и презирал талантливия си първороден син, който бил гей и се интерсувал от философия и изкуства, и който е трябвало да го наследи – Фридрих II Велики. Умира на 31 май 1740 година в Потсдам, Прусия, на 51-годишна възраст.

## Фамилия
На 28 ноември 1706 г. Фридрих Вилхелм I се жени за братовчедка си – София Доротея фон Брауншвайг-Люнебург, принцеса на Хановер и дъщеря на бъдещия английски крал Джордж I. Двамата имат четиринадесет деца:
- Фридрих Лудвиг (1707 – 1708)
- Вилхелмина Пруска (1709 – 1758)
- Фридрих Вилхелм (1710 – 1711)
- Фридрих II (1712 – 1786), крал на Прусия
- Шарлота (1713 – 1714)
- Фридерика Луиза Пруска (1714 – 1784)
- Филипина Шарлота Пруска (1716 – 1801)
- Карл (1717 – 1719);
- София Доротея Мария Пруска (1719 – 1765)
- Луиза Улрика Пруска (1720 – 1782), кралица на Швеция, съпруга на крал Адолф Фридрих
- Август Вилхелм Пруски (1722 – 1758)
- Амалия Пруска (1723 – 1787)
- Хайнрих Пруски (1726 – 1802)
- Август Фердинанд Пруски (1730 – 1813)